# Listă de filme Fox Searchlight Pictures (1995–1999)
Aceasta este o listă de filme produse de studioul de film american Fox Searchlight Pictures (acum Searchlight Pictures) din 1995 până în 1999.
| Premiera           | Titlu                        | Note |
| ------------------ | ---------------------------- | --- |
| 11 august 1995     | Frații McMullen              | Grand Jury Prize Dramatic (împărțit cu The Young Poisoner's Handbook) |
| 22 martie 1996     | Linia erotică                | |
| 14 iunie 1996      | Frumusețe furată             | Nominalizare - Palme d'Or Nominalizare - David di Donatello pentru cel mai bun film |
| 23 august 1996     | Ea e aleasa!                 | |
| 11 octombrie 1996  | În căutarea lui Richard      | |
| 8 noiembrie 1996   | Agentul secret               | |
| 21 februarie 1997  | Sânge și vin                 | distribuție numai în teritoriile de limbă engleză |
| 28 februarie 1997  | Crimă în Copenhaga           | numai distribuție în America de Nord Nominalizare - Golden Bear |
| 28 martie 1997     | Dragostea și necazurile ei   | |
| 11 aprilie 1997    | Drumul către paradis         | |
| 16 mai 1997        | The Van                      | distribuție numai în afara televiziunii europene Nominalizare - Palme d'Or |
| 6 iunie 1997       | Intimate Relations           | [ 3 ] |
| 25 iulie 1997      | Calea succesului             | doar distribuție |
| 15 august 1997     | Gol pușcă                    | Premiul BAFTA pentru cel mai bun film Premiul Bodil pentru cel mai bun film non-american Premiul Academiei Europene de Film pentru cel mai bun film Nominalizare - Premiul Oscar pentru cel mai bun film Nominalizare - Premiul BAFTA pentru cel mai bun film britanic Nominalizare - Premiul Asociației Criticilor de Film pentru cel mai bun film Nominalizare - Premiul Globul de Aur pentru cel mai bun film (muzical/comedie) |
| 10 octombrie 1997  | Nil By Mouth                 | distribuție numai în Marea Britanie și Irlanda; produs de EuropaCorp și SE8 GROUP Premiul BAFTA pentru cel mai bun film britanic Nominalizare - Palme d'Or |
| 31 octombrie 1997  | Furtună de gheață            | distribuție doar în America de Nord Premiul Bodil pentru cel mai bun film american Nominalizare - Palme d'Or |
| 31 decembrie 1997  | Oscar și Lucinda             | |
| 24 aprilie 1998    | Două fete și un băiat        | |
| 1 mai 1998         | Escroci ca noi               | distribuție doar în America de Nord |
| 22 mai 1998        | Cocioabele din Beverly Hills | |
| 12 iunie 1998      | Verișoara Bette              | |
| 17 iulie 1998      | Nuntă în stil polonez        | coproducție cu Lakeshore Entertainment |
| 2 octombrie 1998   | Impostorii                   | |
| 20 noiembrie 1998  | În sănătatea lui Ned         | distribuție numai în America de Nord și de Sud, Regatul Unit și Irlanda Nominalizare - Premiul Satellite pentru cel mai bun film - Muzical sau Comedie |
| 26 februarie 1999  | 20 de întâlniri              | |
| 26 martie 1999     | Printre uriași               | |
| 30 aprilie 1999    | Visul unei nopți de vară     | distribuție numai în afara Italiei; coproducție cu Regency Enterprises |
| 10 septembrie 1999 | Planuri perfecte             | |
| 10 septembrie 1999 | Whiteboyz                    | |
| 8 octombrie 1999   | Băieții nu plâng niciodată   | Admis în National Film Registry în 2019 Premiul GLAAD Media pentru cel mai bun film - Lansare limitată Nominalizare - Premiul Satellite pentru cel mai bun film - Dramă |
| 29 octombrie 1999  | Visând la Joseph Lees        | |
| 24 decembrie 1999  | Titus                        | numai distribuție în SUA |